# Clive (Shropshire)
Pour les articles homonymes, voir Clive.
Clive est une paroisse civile et un village du Shropshire, en Angleterre.